# ちょっと待って下さい
「ちょっと待って下さい」（ちょっとまってください、英語: Chotto Matte Kudasai）は、ロイヤル・ガーナーが作曲し、ジェーン・ナカシマ (Jeanne Nakashima) が作詞して、1971年にサム・カプー (Sam Kapu) が発表したハワイアン音楽の楽曲。ナカシマによる英語の歌詞は、「サクラ」、「サヨナラ」、「クダサイ」など、日本語の単語や語句を散りばめたものとなっている。

## 日本での曲名表記の揺れ
日本では、香取治の訳詞による日本語の歌唱（英語の部分も多く残されている）によって様々な歌手が取り上げたことで普及したが、曲名の表記には揺れが生じている。
1971年に出されたサム・カプーのオリジナルの日本盤シングルでは、曲名の邦題は「ちょと待て下さい」とされ、同年中にシングル「はじめての世界で」のB面に英語詞によるカバーを収録したフォーリーブスも同じ表記を用いた。2007年にキンモクセイがアルバム『さくら』で英語詞によるカバーをした際には、曲名は原題の大文字表記で「CHOTTO MATTE KUDASAI」とされた。
同じく1971年に発表された、ゴールデン・ハーフの日本語によるシングル盤ではジャケット表面では「チョットマッテクダサイ」、裏面では「チョット・マッテ・クダサイ」と表記された。
さらに、いずれも1971年に発表された佐川満男のシングル盤、および、蟇目良のシングル盤は曲名を「ちょっと待って下さい」としており、2014年に発表された なかの綾 with バンバンバザール のシングル盤も、同年の桜井くみ子のシングル盤も同様である。

## 曲名が類似した異曲
1984年の映画『愛情物語』の挿入歌でローズマリー・バトラーが歌った「CHOTTO MATTE KUDASAI」、スマイレージの2012年の楽曲「チョトマテクダサイ!」、2023年の舞台「原色☆歌謡曲図鑑」の劇中歌「ちょっと待ってください」は、いずれも全く別の曲である。